# Никел-металохидриден акумулатор
Никел-металохидридната батерия (NiMH или Ni-MH) представлява един от типовете презареждащи се батерии. Химичната реакция на положителния електрод е аналогична на реакцията при никел-кадмиевия елемент (NiCd), като и в двата случая се използва хидроксид на никелов оксид (NiOOH). Разликата е, че при NiMH в отрицателния електрод вместо отровния кадмий се използва сплав, поглъщаща водорода. Батериите NiMH имат два-три пъти по-голям капацитет, отколкото батериите NiCd (които вече не се предлагат на пазара) от същия размер, те имат значително по-висока плътност на енергията, макар и доста по-малка от тази на литий-йонните батерии.
Те обикновено се използват като замяна на непрезареждащите се алкални батерии с аналогична форма, тъй като имат малко по-ниско, но като цяло съвместимо напрежение на елемента и утечката им е по-малка.
От 2006 г. на пазара се предлагат NiMH акумулатори с нисък саморазряд (англ. low self-discharge NiMH battery, LSD-NiMH).

## Свойства
Енергийната плътност на NiMH батерията е около 80 Wh/kg, което е почти толкова висока, колкото тази на алкално-мангановата батерия и повече от два пъти по-висока от тази на NiCd батерия. Капацитет от 800 до 2650 mAh се предлага за размер mignon (батерия AA). За целите на подмяната на NiCd клетки има и специални версии само с 600 до 900 mAh, за които се твърди, че са по-съвместими със стари схеми за зареждане. Размерът микро (батерия AAA) при NiMH батериите се предлага с капацитет до 1100 mAh, типоразмерът C е с до 6000 mAh, а акумулаторите с типоразмер D са с капацитет до 12 000 mAh. Типичното напрежение в края на разряда за NiMH клетките е 1,0 V.
За разлика от цинково-въглеродните батерии, нискоимпедансните NiMH акумулатори (с по-ниско вътрешно съпротивление в сравнение с тези батерии) могат да освободят натрупаната енергия за кратко време с почти същото напрежение.
Както и NiCd, NiMH акумулаторите имат номинално напрежение 1,2 V на елемент. Въпреки това, те се използват в много приложения като замяна на въглено-цинковите и алкалните батерии, които имат номинално напрежение 1,5 V на елемент. В някои приложения обаче по-ниското номинално напрежение може да е недостатък. Например, нерегулируемите фенерчета (които са предвидени за акумулатори с 1,5 V) обикновено светят доста по-слабо с акумулатори на 1,2 V.
NiMH акумулаторни батерии имат и недостатъци в сравнение със старите NiCd акумулаторни батерии: по-ниска стабилност на цикъла, по-нисък максимален ток на зареждане и разреждане, по-малък температурен диапазон и по-малка устойчивост срещу „некачествени“ методи на зареждане или дълбоко разреждане, както и по-трудно откриване на края на зареждането. Те обаче са по-надеждни от литиево-йонните захранващи елементи.

## Области на приложение
Подмяна на стандартен галваничен елемент, електромобили, дефибрилатори, ракетно-космическа техника, автономни системи за захранване, радиоапаратура, осветителна техника, модели с електрическо задвижване.